# 254 هـ
254 هـ هي سنة في التقويم الهجري امتدت مقابلةً في التقويم الميلادي بين سنتي 868 و868.

## أحداث
توفي الإمام الهادي هو على بن محمد بن على بن موسى بن جعفر بن محمد بن زين العابدين أحد الأئمة الاثنى عشر لدى الشيعة الإمامية.